# Église de la Nativité-de-Notre-Dame de Cahagnes
L'église de la Nativité-de-Notre-Dame de Cahagnes est une église catholique située à Cahagnes, en France.

## Localisation
L'église est située dans le département français du Calvados, dans le bourg de Cahagnes.

## Historique
La construction de l'ancienne église datait du XIIIe siècle-XIVe siècle.
Le village de Cahagnes est très touché par les combats pour libérer la région de l'occupation allemande, fin juillet 1944, au cours notamment de l'opération « trouée de Caumont » (opération Bluecoat). Les nombreux bombardements stratégiques alliés afin de faciliter les percées pour les divisions libératrices détruisent une grande partie des constructions du village dont l'église Notre-Dame du XIVe siècle. Cahagnes est libéré le 31 juillet par la 43e division d'infanterie britannique. 
L'église est construite de 1962 à 1966. Les vitraux y sont intégrés en 1966. La disposition moderne est reprise dans d'autres édifices construits dans les années 1970 et 1980.
L'édifice est inscrit en totalité au titre des Monuments historiques depuis le 8 juillet 2010, et la sacristie et le clocher-campanile bénéficient de la même protection.

## Architecture
La nouvelle église dotée d'un clocher élancé en béton vibré est construite d'après les plans d'un architecte suisse, Herman Baur.
L'édifice se caractérise par un seul volume en rupture avec les dispositions antérieurement adoptées dans les églises.